# SOLATO あした、どこ行く?
SOLATO あした、どこ行く?（ソラト あした、どこいく?）は、瀬戸内海沿岸を中心とした西日本に所在するJFN加盟のFMラジオ6局が2016年5月より毎週金曜日に放送する企画ネット番組である。
太陽石油の一社提供番組。番組名の『SOLATO』は、同社が展開するガソリンスタンドのブランド名である。

## 概要
地元及び近県で週末に訪れたい観光スポットやグルメ、イベントなどを扱う情報番組である。当番組自体は、各局が放送する情報ワイド番組に内包する形で放送されている。
毎年1回（原則として10月下旬から11月下旬）、エフエム愛媛を幹事局として6局の持ち回りによる特別企画が各局でネットされている。

## 参加局
いずれも毎週金曜日に放送。放送時間の早い順から記載。
| 放送対象地域 | 放送局名                     | 放送時間      | 出演者     | 内包番組                                   |
| ------------ | ---------------------------- | ------------- | ---------- | ------------------------------------------ |
| 岡山県       | 岡山エフエム放送(FM OKAYAMA) | 8:20 - 8:25   | 牛嶋俊明   | Fresh Morning OKAYAMA                      |
| 山口県       | エフエム山口(FMY)            | 10:30 - 10:35 | 山田香織   | FMY DayColors                              |
| 宮崎県       | エフエム宮崎(JOY FM)         | 14:25 - 14:30 | 柳田みより | マダムとマドカの魔女会                     |
| 愛媛県       | エフエム愛媛(FM愛媛)         | 15:40 - 15:45 | 梅田剛志   | Groovy Radio Caravan                       |
| 広島県       | 広島エフエム放送(HFM)        | 17:10 - 17:15 | 庄司悟     | Satoruman50 〜半世紀少年ミュージックショー |
| 香川県       | エフエム香川(FM香川)         | 17:30 - 17:35 | 加藤直     | JOY-U・CLUB                                |